# تازة كند (تبريز)
تازة كند هي قرية في مقاطعة تبريز، إيران. عدد سكان هذه القرية هو 1,778 في سنة 2006.